# 38M 톨디 1

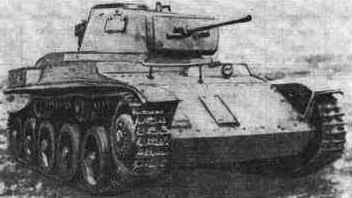
톨디 경전차

톨디 경전차는 스웨덴 L-60B 전차에 기초하여 개발된 헝가리의 경전차였다. 이 전차는 14세기 헝가리의 가상 기사인 미클로스 톨디의 이름을 땄다.
톨디 경전차는 스웨덴의 AB 란트스베르크와 면허 생산 계약을 체결하고 헝가리에서 1939년부터 1942년까지 202대가 생산되었다.

## 제원
- 길이 : 4.75m
- 넓이 : 2.14 m
- 높이 : 1.87 m
- 중량 : 8.5 t (I), 9.3 t(IIa)
- 노상 속도 : 47 km/h
- 항속 거리 : 200 km
- 주요 무장 : 20mm 기관포 (톨디I 및 톨디II), 40 mm 포 (톨디IIa 및 톨디III)
- 부무장 : 1 x 8 mm 기관총
- 최대 장갑 : 20 mm (I), 35 mm (II)
- 엔진 : 155 hp (116 kW)
- 승무원 : 3

## 변형
- 톨디I - 20mm 기관포를 장착한 첫 번째 모델. 총 80대가 생산됨
- 톨디II - 전면 장갑을 보강한 개량형. 110대가 생산됨
- 톨디IIa - 1942년에 무장을 40mm 포로 교체한 것이다. 초기 생산형 중에서 80대가 개량되었다.
- 톨디III - 최종형. 겨우 12대만 생산되었다.

## 실전 기록
톨디 경전차는 1940년에 헝가리군에 배치되기 시작하여 첫 전투를 독일군과 함께 1941년에 유고슬라비아 왕국 침공에 사용되었다. 1941년 6월 이후에 이 전차들은 1941년 ~ 1944년까지 소련과 전쟁에 투입되어 경장갑 및 무장, 우수한 통신기기 성능을 활용하여 주로 정찰 임무에 사용되었다.